# Saururus
Saururus (лат. Saururus) мањи је биљни род из породице Saururaceae, која припада роду Piperales. Састоји се од свега две признате врсте: Saururus cernuus из Северне Америке и Saururus chinensis из Азије.
Saururus је водена трајница, локално названа Lizard’s tail. Латински назив Saururus је настао од грчких речи sauros, što znači гуштер и oura што значи реп.